# Liste der Biografien/Hilk
Liste der Biografien |
Portal Biografien |
Personensuche
# |
A |
B |
C |
D |
E |
F |
G |
H |
I |
J |
K |
L |
M |
N |
O |
P |
Q |
R |
S |
T |
U |
V |
W |
X |
Y |
Z |
?
 
Ha |
Hd |
He |
Hi |
Hj |
Hk |
Hl |
Hm |
Hn |
Ho |
Hr |
Hs |
Ht |
Hu |
Hv |
Hw |
Hy
 
Hia |
Hib |
Hic |
Hid |
Hie |
Hif |
Hig |
Hih |
Hii |
Hij |
Hik |
Hil |
Him |
Hin |
Hio |
Hip |
Hir |
His |
Hit |
Hiv |
Hiw |
Hix |
Hiy |
Hiz
 
Hila |
Hilb |
Hilc |
Hild |
Hile |
Hilf |
Hilg |
Hilh |
Hili |
Hilj |
Hilk |
Hill |
Hilm |
Hilp |
Hils |
Hilt |
Hilu |
Hilv |
Hilz
Die Liste der Biografien führt alle Personen auf, die in der deutschsprachigen Wikipedia einen Artikel haben. Dieses ist eine Teilliste mit 18 Einträgen von Personen, deren Namen mit den Buchstaben „Hilk“ beginnt.

## Hilk

### Hilka
- Hilka, Alfons (1877–1939), deutscher Romanist

### Hilke
- Hilke, Antonia (1922–2009), deutsche Journalistin und Fernsehmoderatorin
- Hilke, Fred (* 1985), deutscher Moderator
- Hilke, Joachim (* 1967), deutscher Manager
- Hilke, Max (1879–1954), deutscher Politiker, Abgeordneter des Oldenburger Landtags
- Hilke, Wolfgang (* 1941), deutscher Wirtschaftswissenschaftler
- Hilkenbach, Sigurd (1931–2024), deutscher Sänger, Musikredakteur und Verkehrshistoriker
- Hilkenbäumer, Friedrich (1909–1976), deutscher Obstbauwissenschaftler
- Hilkens, Myrthe (* 1979), niederländische Journalistin und Publizistin
- Hilker, Claudia (* 1965), deutsche Unternehmensberaterin und Autorin
- Hilker, Frank (* 1969), deutscher Politiker (SPD)
- Hilker, Franz (1881–1969), deutscher Pädagoge
- Hilker, Heiko (* 1966), deutscher Politiker (Die Linke), MdL
- Hilker, Monika (* 1959), deutsche Biologin
- Hilker, Nadia (* 1988), deutsche SchauspielerinNadia Hilker (* 1988)

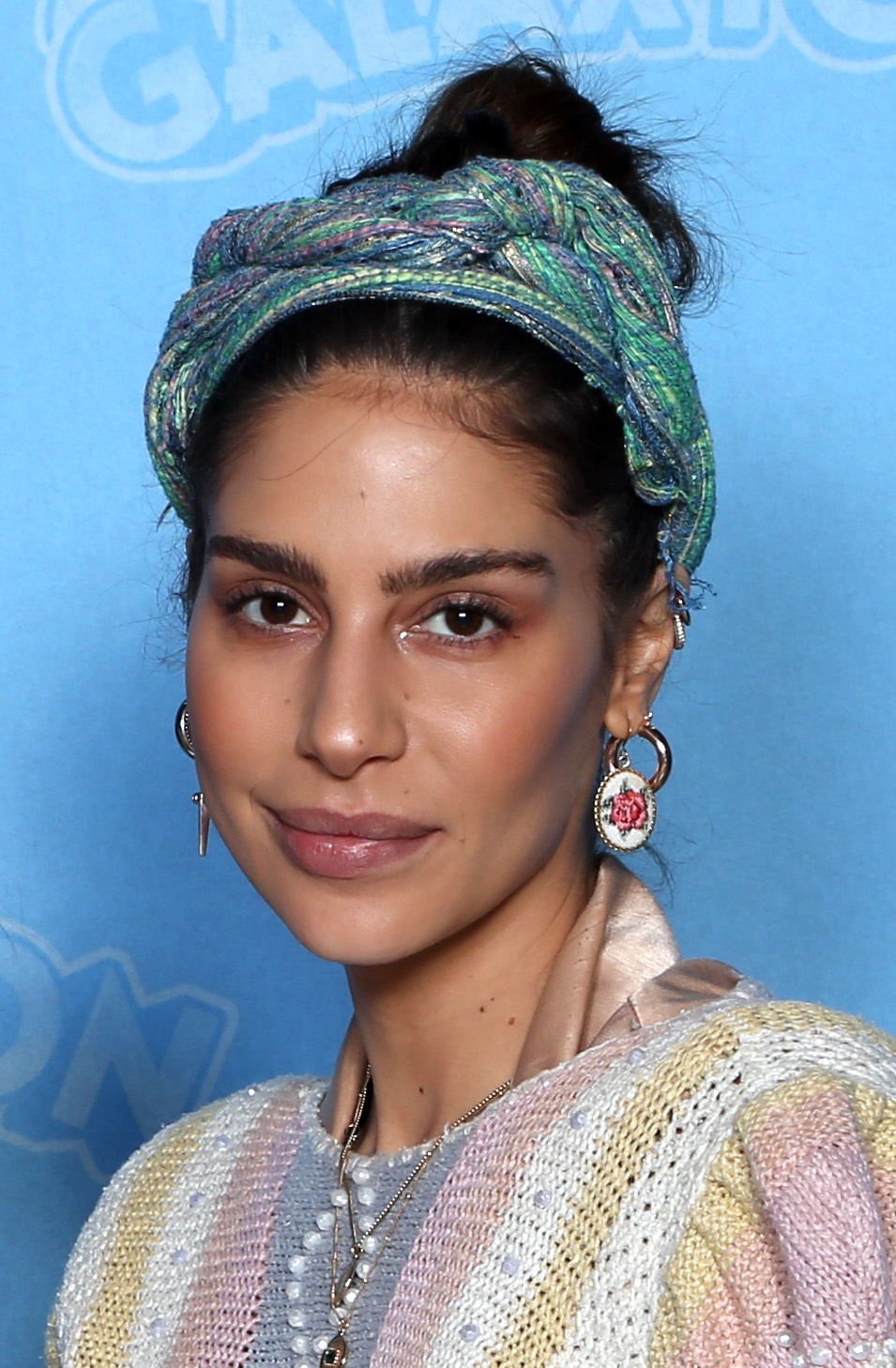
Nadia Hilker (* 1988)

- Hilker, Reinhard (1899–1961), deutscher Maler und Grafiker
- Hilkes, Lorenz (* 1950), deutscher Fußballspieler

### Hilki
- Hilkier, Knud Ove (1884–1953), dänischer Maler